# 明応
明応（、旧字体：明󠄁應）は、日本の元号の一つ。延徳の後、文亀の前。1492年から1501年までの期間を指す。この時代の天皇は後土御門天皇、後柏原天皇。室町幕府の将軍は足利義材（義稙）、足利義澄。なお、それ以前に応仁の乱で西軍に擁立された後南朝の西陣南帝が、当初は「明応」の年号を独自に制定していたことがある。

## 改元
- 延徳4年7月19日（ユリウス暦1492年8月12日） 疫病などにより改元。ただし、室町幕府は改元吉書始を7月28日に行い、この日から新元号を採用している。
- 明応10年2月29日（ユリウス暦1501年3月18日） 文亀に改元

権大納言甘露寺親長が疫病の流行を理由に改元を発議をしたとされる（『親長卿記』延徳4年5月1日条）。将軍・足利義材の強い政治的関与があった改元であるとされ、改元の上卿・実施日、更には新元号に「明」の字を用いることまで干渉したと伝えられている（『親長卿記』延徳4年7月2・10・19日各条）。

## 明応期におきた出来事
- 2年4月（1493年） 明応の政変 - 細川政元が将軍・足利義材を廃して足利義澄（義高）を擁立する。
- 7年8月25日（1498年） - 東海道全域で大地震（明応の大地震）。津波により浜名湖が外海とつながる。
- 9年6月7日（1500年） - 応仁の乱で中断していた祇園会の山鉾巡行が33年ぶりに復活。
- 9年10月25日（1500年） - 後土御門天皇の崩御に伴い、後柏原天皇が践祚。

### 出生
- 2年11月22日（1493年12月30日） - 朝倉孝景、武将・朝倉氏十代目当主（天文17年死去）
- 2年（1493年） - 北条幻庵、武将・北条早雲の三男（天正17年死去）
- 3年（1494年） - 武田信虎、守護・武田信玄の父（天正2年死去）
- 3年（1494年） - 斎藤道三、戦国大名（弘治2年死去）
- 5年12月23日（1496年） - 後奈良天皇、105代天皇（弘治3年崩御）
- 6年3月14日（1497年4月16日） - 毛利元就、武将（元亀2年死去）

### 死去
- 2年閏4月25日（1493年6月9日） - 畠山政長、武将・管領（嘉吉2年出生）
- 4年9月18日（1495年10月6日） - 大内政弘、守護大名（文安3年出生 享年52）
- 5年5月20日（1496年6月30日） - 日野富子、足利義政の正室・足利義尚の母（永享12年出生）
- 8年3月25日（1499年） - 蓮如、僧・浄土真宗中興の祖（応永22年出生）
- 9年9月28日（1500年） - 後土御門天皇、103代天皇（嘉吉2年出生）

## 西暦との対照表
※は小の月を示す。
| 明応元年（壬子） | 一月※     | 二月※ | 三月   | 四月※ | 五月    | 六月  | 七月※  | 八月  | 九月  | 十月※ | 十一月  | 十二月※  |           |
| ---------------- | --------- | ----- | ------ | ----- | ------- | ----- | ------ | ----- | ----- | ----- | ------- | -------- | --------- |
| ユリウス暦       | 1492/1/30 | 2/28  | 3/28   | 4/27  | 5/26    | 6/25  | 7/25   | 8/23  | 9/22  | 10/22 | 11/20   | 12/20    |           |
| 明応二年（癸丑） | 一月      | 二月※ | 三月※  | 四月  | 閏四月※ | 五月  | 六月※  | 七月  | 八月  | 九月※ | 十月    | 十一月   | 十二月※   |
| ユリウス暦       | 1493/1/18 | 2/17  | 3/18   | 4/16  | 5/16    | 6/14  | 7/14   | 8/12  | 9/11  | 10/11 | 11/9    | 12/9     | 1494/1/8  |
| 明応三年（甲寅） | 一月      | 二月※ | 三月※  | 四月  | 五月※   | 六月※ | 七月   | 八月  | 九月※ | 十月  | 十一月  | 十二月   |           |
| ユリウス暦       | 1494/2/6  | 3/8   | 4/6    | 5/5   | 6/4     | 7/3   | 8/1    | 8/31  | 9/30  | 10/29 | 11/28   | 12/28    |           |
| 明応四年（乙卯） | 一月※     | 二月  | 三月※  | 四月※ | 五月    | 六月※ | 七月※  | 八月  | 九月※ | 十月  | 十一月  | 十二月   |           |
| ユリウス暦       | 1495/1/27 | 2/25  | 3/27   | 4/25  | 5/24    | 6/23  | 7/22   | 8/20  | 9/19  | 10/18 | 11/17   | 12/17    |           |
| 明応五年（丙辰） | 一月      | 二月※ | 閏二月 | 三月※ | 四月※   | 五月  | 六月※  | 七月※ | 八月  | 九月※ | 十月    | 十一月   | 十二月    |
| ユリウス暦       | 1496/1/16 | 2/15  | 3/15   | 4/14  | 5/13    | 6/11  | 7/11   | 8/9   | 9/7   | 10/7  | 11/5    | 12/5     | 1497/1/4  |
| 明応六年（丁巳） | 一月※     | 二月  | 三月   | 四月※ | 五月※   | 六月  | 七月※  | 八月※ | 九月  | 十月※ | 十一月  | 十二月   |           |
| ユリウス暦       | 1497/2/3  | 3/4   | 4/3    | 5/3   | 6/1     | 6/30  | 7/30   | 8/28  | 9/26  | 10/26 | 11/24   | 12/24    |           |
| 明応七年（戊午） | 一月※     | 二月  | 三月   | 四月※ | 五月    | 六月※ | 七月   | 八月※ | 九月※ | 十月  | 閏十月※ | 十一月   | 十二月※   |
| ユリウス暦       | 1498/1/23 | 2/21  | 3/23   | 4/22  | 5/21    | 6/20  | 7/19   | 8/18  | 9/16  | 10/15 | 11/14   | 12/13    | 1499/1/12 |
| 明応八年（己未） | 一月      | 二月  | 三月※  | 四月  | 五月    | 六月※ | 七月   | 八月※ | 九月※ | 十月  | 十一月※ | 十二月   |           |
| ユリウス暦       | 1499/2/10 | 3/12  | 4/11   | 5/10  | 6/9     | 7/9   | 8/7    | 9/6   | 10/5  | 11/3  | 12/3    | 1500/1/1 |           |
| 明応九年（庚申） | 一月※     | 二月  | 三月   | 四月※ | 五月    | 六月※ | 七月   | 八月  | 九月※ | 十月  | 十一月※ | 十二月※  |           |
| ユリウス暦       | 1500/1/31 | 2/29  | 3/30   | 4/29  | 5/28    | 6/27  | 7/26   | 8/25  | 9/24  | 10/23 | 11/22   | 12/21    |           |
| 明応十年（辛酉） | 一月      | 二月※ | 三月   | 四月※ | 五月    | 六月※ | 閏六月 | 七月  | 八月※ | 九月  | 十月    | 十一月※  | 十二月    |
| ユリウス暦       | 1501/1/19 | 2/18  | 3/19   | 4/18  | 5/17    | 6/16  | 7/15   | 8/14  | 9/13  | 10/12 | 11/11   | 12/11    | 1502/1/9  |